# ده‌خانی
ده‌خانی، روستایی از توابع بخش دهبکری، شهرستان بم در استان کرمان است.

## جمعیت
این روستا در دهستان ابارق قرار دارد و براساس سرشماری مرکز آمار ایران در سال ۱۳۹۵، جمعیت آن ۱۶ نفر (۴ خانوار) بوده‌است.